# آنجلای سخنگو
آنجلای سخنگو (به انگلیسی: Talking Angela) یک اپلیکیشن بازی ویدئویی (پیش‌تر بات مکالمه) می‌باشد که توسط استودیوی اسلوونیایی اوت‌فیت۷ به عنوان بخشی از مجموعهٔ تام سخنگو و دوستان طراحی شده‌است. این برنامه در ۱۳ نوامبر سال ۲۰۱۲ و ژانویهٔ سال ۲۰۱۲ برای آیفون، آی‌پاد، آی‌پد و در ژانویهٔ سال ۲۰۱۳ برای اندروید و در ژانویهٔ سال ۲۰۱۴ برای گوگل پلی منتشر شد. جانشین این برنامه تحت عنوان آنجلای سخنگوی من در دسامبر سال ۲۰۱۴ منتشر شد.

## حقه‌بازی پدوفیل‌ها
در فوریهٔ ۲۰۱۴، آنجلای سخنگو موضوع یک فریب اینترنتی بود که ادعا می‌کرد این برنامه کودکان را تشویق می‌کند تا اطلاعات شخصی خود را افشا کنند، که ظاهراً توسط پدوفیل‌ها برای شناسایی مکان این کودکان استفاده می‌شود. این شایعه که به‌طور گسترده در فیس‌بوک و وب‌سایت‌های مختلف منتشر شد، ادعا می‌کند که آنجلا، شخصیت اصلی بازی، با استفاده از قابلیت چت متنی بازی از کاربر اطلاعات شخصی و خصوصی او را می‌خواهد. نسخه‌های دیگر این شایعه حتی ناپدید شدن یک کودک را به این برنامه نسبت می‌دهند، یا ادعا می‌کنند که توسط یک حلقهٔ پدوفیل اداره می‌شود، در حالی که برخی تا آنجا پیش می‌روند که حتی ادعا می‌کنند که تصویر کاربر توسط دوربین سلفی موبایل ضبط می‌شود و شخصی می‌تواند در چشمان آنجلا دیده شود. این شایعه حتی توسط یوتیوبرها و حتی در صفحهٔ بررسی برنامه در فروشگاه اپل استور و گوگل‌پلی استور ادعا شده‌است که صحت دارد، حتی با وجود اینکه هیچ گزارش تأیید شده‌ای از اتفاقات مذکور وجود نداشته‌است.